# 村上秀徳
村上 秀徳（村上 秀德、むらかみ ひでのり、1951年4月4日 - ）は、日本の農林水産官僚、外交官。農林水産審議官、チリ駐箚特命全権大使などを務めた。

## 経歴・人物
熊本県出身。熊本県立熊本高等学校を経て、1974年（昭和49年）東京大学法学部第2類（公法コース）を卒業し、農林省（現在の農林水産省）に入省する。1979年オックスフォード大学農業経済学修士、1981年経済局国際部国際協力課技術協力官、1984年外務省在米国大使館一等書記官、経済局国際部貿易関税課国際専門官、1988年国際経済課課長補佐(企画班担当) 、1988年9月林野庁管理部管理課課長補佐(給括) 、1990年6月林野庁業務部業務第二課国有林野総合利用推進室長、1991年8月水産庁漁政部水産流通課水産貿易調整官、1993年8月農蚕園芸局種苗課長、1995年食品流通局品質課長、大臣官房総務課長、総合食料局国際部長、総合食料局長、国際担当総括審議官、農林水産大臣特別補佐官（国際担当）など農水省の国際畑を歩く。農林水産審議官を経て、2009年（平成21年）7月、農水省国際顧問。
2011年（平成23年）9月1日から2014年（平成26年）8月5日までチリ駐箚特命全権大使。2014年（平成26年）11月1日住友商事株式会社顧問。2015年（平成27年）6月一般財団法人食品産業センター理事長
2020年公益財団法人中央果実協会理事長。2021年4月、瑞宝重光章受章。

## その他
2009年に退官後、村上の再就職をめぐり農林水産省大臣官房が官民人材交流センターを通さず、天下り先の保険会社に報酬アップなど待遇改善を要求していたことが判明した。保険会社は「週３回の非常勤で年額１６００万円」という条件だったが、幹部職員らは勤務日数を週1日増やすかわりに報酬を引き上げるよう要求し、最後は保険会社が折れ、報酬が150万円上乗せされた。しかし2009年9月中旬になって保険会社に「キャンセルになった」との連絡があり、天下らなかった。